# 垣内重胤
垣内 重胤（かきうち しげたね）は江戸時代前期の豪商。紀伊国有田郡栖原村垣内太郎兵衛家第4代目。紀州藩地士。

## 生涯
元和元年（1615年）紀伊国栖原垣内家3代垣内兼次の子として生まれた。幼名は千丸。17歳で両親を失い、家業を継いで関東で漁業を行った。江戸幕府に薪の納入を命じられ、安房国で薪を伐採し、船に下賜された「宝」字の旗を掲げて江戸城に搬入した。
家来荘吉が酒造を得意としたため、先祖垣内武行が遺した大判10枚を出資し、栖原に醸造場を設置して荘吉に任せ、摂津国・和泉国から多くの商人が買い求めに訪れた。荘吉は有田郡吉川村西垣内出身で、兼次の代から垣内家に仕え、重胤が見込んで義弟としたが、子がなかった栖原村北村角十郎の求めでその跡継ぎとなり、重胤は50金と、武行妻白樫氏から伝来した金剛兵衛の古刀を授けた。同村北嘉右衛門が漁業を廃した際、重胤はその漁具を買い取って荘吉の次男角兵衛に与え、相模国下浦で漁業を行わせた。
藩主徳川頼宣に度々招かれ、奉行菅沼九兵衛・代官寺島孫右衛門等を通じて60石と士分を打診されたが、これを固辞すると、永世地士に取り立てられて苗字帯刀を許され、2人扶持を賜った。
40代で長男垣内重信に家督を譲り、5人の子供に年齢で差をつけて家財を分配した。宝永3年（1706年）8月26日92歳で死去し、北山施無畏寺に葬られた。死ぬまで病気もなく、意識も明瞭で、応答も流暢だったという。

## 親族
- 父：垣内兼次（第3代太郎兵衛、了入）
- 母：妙円 – 北畠左衛門太夫娘[4]。
- 妻：妙成 - 川端助右衛門娘[4]。
- 長男：垣内重信（第5代太郎兵衛、了閑）
- 次男：垣内親泰（太郎左衛門、了念） - 湯浅村に分家し、醤油を醸造した[5]。
- 三男：垣内心西（七兵衛） - 本家南に分家し[6]、大坂東堀近江町に問屋荘太郎店を開いて綿糸を扱った[7]。
- 五男：垣内常信（半左衛門） -  本家北西に分家した[6]。
- 長女 – 久保清太郎妻[8]。
- 次女 – 谷輪新兵衛妻[8]。